# Борщова (Харківський район)
Борщова́ — село в Україні, у Харківському районі Харківської області. Населення становить 403 осіб. Колишній орган місцевого самоврядування — Слобожанська сільська рада. З 2020 року у складі Липецької сільської громади.

## Географія
Село Борщова знаходиться на лівому березі річки Харків, вище за течією примикає до села Слобожанське, нижче за течією на відстані 1,5 км розташоване село Руські Тишки. На південно-західній околиці села Балка Ольхова впадає у річку Харків.

## Історія
Село вперше згадується у 1672 році.

Борщова на мапі 1783 року

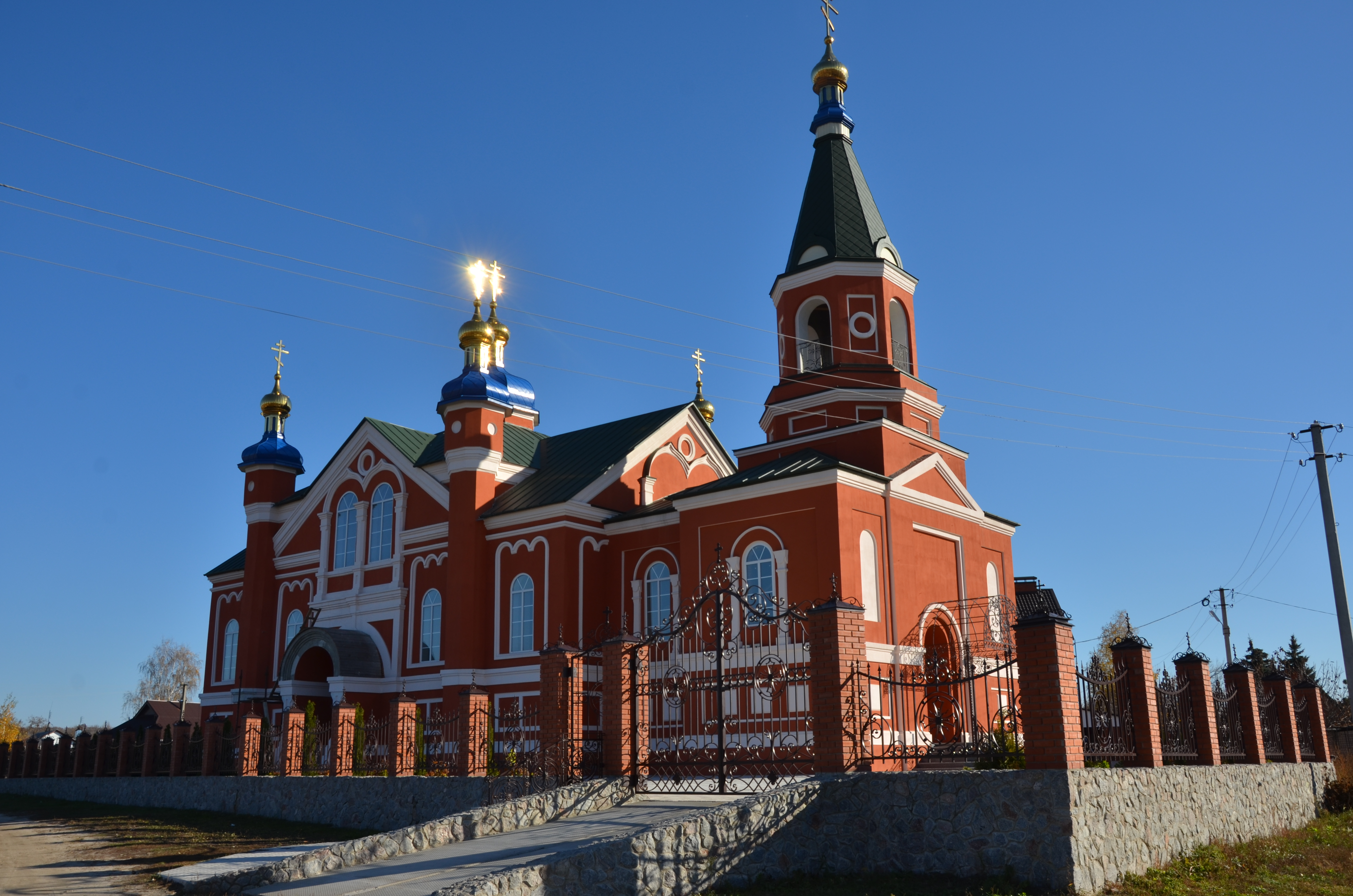
Тихоновська церква

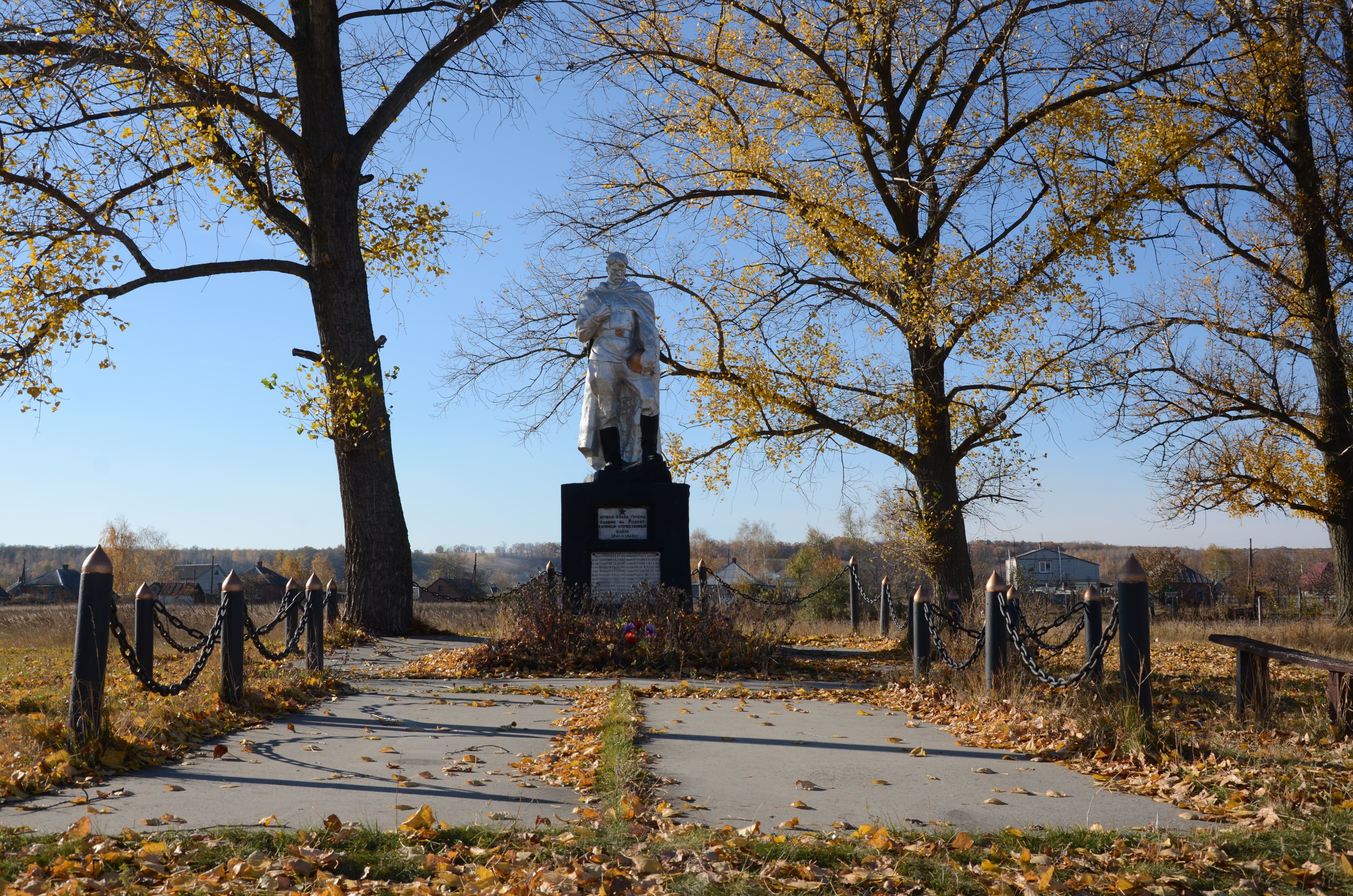
Братська могила

За даними на 1864 рік у казенному селі Липецької волості Харківського повіту мешкало 1414 осіб (703 чоловічої статі та 711 — жіночої), налічувалось 123 дворових господарства, існувала православна церква.
Станом на 1914 рік кількість мешканців зросла до 2687 осіб.

## Люди
В селі народився Рєпін Степан Йосипович (нар. 1921) — український живописець.